# Jules de Corte
Julius (Jules) de Corte (Deurne, 29 maart 1924 – Eindhoven, 16 februari 1996) was een Nederlandse liedschrijver, componist, pianist en zanger. De Corte werd als zanger-dichter-pianist in Nederland en België bekend met liedjes als De vogels, Ik zou wel eens willen weten, Hallo Koning Onbenul en Als je overmorgen oud bent.

## Biografie
De Corte werd geboren in Deurne als zesde kind in een gezin met socialistische idealen. Hij stamde uit een familie van Belgische immigranten (uit Ruddervoorde); in de familie De Corte komt de naam Jules nog altijd veel voor. Op eenjarige leeftijd werd hij door een medische fout blind. Hij bleek bij orgel- en pianolessen op het blindeninstituut in Grave zoveel aanleg te hebben voor muziek, dat hij in staat was daarvan zijn beroep te maken. Hij schreef meer dan 3000 liedjes voor onder meer de KRO-radio; hij was vanaf 1946 regelmatig te horen voor die omroep, onder andere in het programma Negen heit de klok. Hij werd in 1953 bekend door het zingen van het actielied in Beurzen open, dijken dicht, de inzamelingsactie na de watersnood.
Hij trad gedurende vele jaren met zijn recitalprogramma op in alle mogelijke theaters. Jules de Corte was daarnaast op zondag kerkorganist. Hij begeleidde in Helenaveen de Nederlands-Hervormde gemeente in de gemeentezang op een Ruijf-harmonium dat in het Harmonium Museum Nederland in Barger-Compascuum stond.
Internationaal werd het werk van De Corte onder meer vertolkt door Bruce Low en Rudi Carrell (Duits), Alice Babs (Zweeds), Philippe Elan (Frans), Jannie du Toit en Coenie de Villiers (Afrikaans) en James Last (instrumentaal). Hij wordt (net als Ernst van Altena) genoemd als bedenker van de term luisterliedje, de Nederlandse vertaling van het woord chanson.
In 2005 verschenen de verzamelde liedteksten van De Corte in de Pluche-reeks onder de titel Ik zou weleens willen weten.
Begin 2012 produceerden Guus de Klein en Cees van der Pluijm een muziektheatervoorstelling met bekende en onbekende liedjes van De Corte, getiteld Wij Nederlanders. Tevens werd de bladmuziek van 52 liedjes van De Corte uitgegeven onder de titel Wie in Nederland wil zingen. Er verscheen een dubbel-cd met liedjes van De Corte, afkomstig uit de radio-archieven, getiteld Ons Nederlandje.

## Onderscheidingen
De Corte werd bekroond met de Visser Neerlandia-prijs, de Louis Davids-prijs, een Gouden Harp en een Edison. Hij was lid van de Maatschappij der Nederlandse Letterkunde.
In 2008 werd De Corte postuum onderscheiden met de Oeuvreprijs van de gemeente Helmond. Hij bracht een deel van zijn jeugd in die plaats door, en in de jaren zeventig woonde hij er opnieuw enkele jaren. Ter gelegenheid van die bekroning werd op de hoek van de Zuid-Koninginnewal en de Lambertushof een plaquette onthuld met de tekst van het lied De Woorden.

## Persoonlijk
De Corte overleed in 1996 op 71-jarige leeftijd in een ziekenhuis ten gevolge van hartproblemen. Hij is begraven op de begraafplaats aan de Molenstraat te Helmond.
De Corte was tweemaal gehuwd; uit zijn eerste huwelijk (1954-76) met Mien Verhoeven (1929-2006) werden zijn zes kinderen geboren. Zijn tweede echtgenote, Thea de Corte-Dekker (1945), heeft een aantal jaren na het overlijden van De Corte een luistermuseum in diens woonplaats Helenaveen nagestreefd, dat er uiteindelijk niet is gekomen. Zij beheert de nalatenschap waaruit af en toe niet eerder uitgebrachte opnamen op cd of dvd worden gepubliceerd. Ernst de Corte, zoon van Jules, zingt werk van zijn vader. 

## Discografie

### Singles
- 1956 - Levensliedjes. Volume I: Ik zou weleens willen weten - De vogels / Waar blijft de tijd? - Het leven is - Een beetje zeer  - 7"-ep - RCA - 75 155
- 1956 - Levensliedjes. Volume II: Je vous aime - Mijnheer N.N. - We lachen maar / Wij leven vrij - Illusie  - 7"-ep - RCA - 75 156
- 1956 - De vogels / Wij leven vrij  - 78rpm10"-single - CiD/RCA - 28 139
- 1956 - Jules de Corte speelt en bezingt: Het kleine mannetje - un petit ça ça / 't Electrisch huis - Romance  - 7"-ep - CiD - 75 896
- 1956 - Jules de Corte speelt en bezingt: De school - De zwerver / Raadseltjes - De schommel  - 7"-ep - CiD - 75 897
- 1959 - Voor u als individu: Juultje van Pingelen - Naar, dom jongetje / De hopelozen - Dromen zijn bedrog  - 7"-ep - PHILIPS - 422 412 PE
- 1959 - 100 jaar ereschuld: Tamboerijn - Zomaar een liedje - Van Zwolle naar Kampen / Hollands glorie - Eenzame Cowboy (Jongenskoor van de jeugdcentrale te Vught)  - 7"-ep - HENRICUS - DE 99 227
- 1959 – Mais oui … Paris! - (Fragmenten) Sous le ciel de Paris – The song from Moulin Rouge – La Seine – C'est si bon – Banana boat song – Het damesblad – Show me (onbekende artiest) / De zakenman  - 7"-single - NYLFRANCE - DF 99 229
- 1960 – Het sprookje van de toto / Business-men  - 7"-single - PHILIPS - 318 426 PF
- 1960 – Liedjes rond de kerst: Van goeden wille – Kleine Jezus, grote God – Onder de mistletoe / Het stalletje – De onbekende – Kerst-balans  - 7"-ep - PHILIPS - 422 490 PE
- 1960 – De hopelozen / Het leven is  - 7"-ep - JEUGD MEETING EXPOHAL - DE 99 291
- 1961 – Jules de Corte zingt een loflied op het gas  - 7"-single - ENERGIEMIJ - 106 730 F
- 1961 – Het lichtbaken (Omlijsting uit de Missa Luba) (pater Henri de Greeve) / Vader God – De wereld zonder angst en pijn – Wat was de wereld prettig, Als …  - 7"-ep - missionarissen oblaten van Maria - 106 782 E
- 1962 - Liedjes die eigenlijk niet mogen - 1: Wie in Nederland wil zingen – Het bruidspaar – De reuzen van de middelmaat / Ad majorem Dei gloriam – De super legaliteit  - 7"-ep - PHILIPS - 433 146 PE
- 1962 - Liedjes die eigenlijk niet mogen - 2: Hoe genoeglijk rolt het leven – Oom Jan – De anarchist / Het volk wil brood en spelen – Het porseleinen vogeltje  - 7"-ep - PHILIPS - 433 147 PE
- 1963 - De Corte kinderliedjes: Daar waren eens twee honden – Het ezeltje / Bij mijn oom – De kindertjes van de apen (met het Blokhutkoor)  - 7"-ep - DECCA - BT 60 006
- 1963 - De Corte kinderliedjes 2: Meneer Van Zwaai en zijn papegaai – Kaboutertje Woutertje / Het poppenhuis van Annemiek – De voddenman (met het Blokhutkoor)  - 7"-ep - DECCA - BT 60 008
- 1963 – Ook voor jou komt eenmaal het moment Deel 1 / Ook voor jou komt eenmaal Het moment Deel 2  - 7"-flexi - SONOPRESSE - SHOL 234
- 1964 - Liedjes rond de kerst, No 2: De arme herder Joachim – De vrede – Wintervogel / Kerstmis met jingle bells – O, groene boom – Tussen kerst en oudjaarsavond  - 7"-ep - PHILIPS - 433 204 PE
- 1964 – Ik zou weleens willen weten / Als jij 't wilt  - 7"-single - OMEGA - 35 415
- 1964 – De vogels / Wij Nederlanders  - 7"-single - OMEGA - 35 416
- 1964 – Die Forelle / De enkeling  - 7"-single - OMEGA - 35 417
- 1964 – Jules de Corte speelt en bezingt ...: Die Forelle – Wij Nederlanders – M'n dochter van twee / De leerschool van het leven – Schoenmakertje – Als jij 't wilt  - 7"-ep - OMEGA - 145 551
- 1964 – Prettige feestdagen: De lollige broek – Het feest dat nooit gevierd werd – Verjaardag / De vrije zaterdag – Koninginnedag – Vreugde der wet  - 7"-ep - PHILIPS - 433 228 PE
- 1965 – Mensen, dieren, dingen: De pad – Orgeltje – Feest in muizenland / Spinnetje – Vogel toen het lente was – Jan de muzikant  - 7"-ep - PHILIPS - 433 309 PE
- 1965 – Het feest dat nooit gevierd werd / De vrije zaterdag  - 7"-single - PHILIPS - JF 327 812
- 1965 – Jules de Corte zingt voor een gouden Bartiméus: Tomtariëte Tomtapie / De krekel en de mier  - 7"-single - BARTIMÉUS - 110 539 F
- 1965 – Het sprookje van de wonderman / Morgen is er weer een dag  - 7"-single - ÉÉN FRANK CLUB - 111 345 F
- 1966 - Spaarbeleg presenteert: Spaarbeleg – Al wat leeft en groeit / Hoort vriendinnen en vrienden – De geldboom  - 7"-ep - SPAARBELEG - 110 830 E
- 1966 - Serenades: Carlijntje – Beatrice – Mariska / Als de zwarte merel fluit – Goudfazant – Zo fluit de vogel naar zijn lief  - 7"-ep - PHILIPS - 433 331 PE
- 1966 – De lollige broek / Verjaardag  - 7"-single - PHILIPS - JF 327 995
- 1966 - Jules de Corte zingt: Er was er 's ... – Heb medelijden met de schare / Rose – Regientje  - 7"-ep - ROTARY APELDOORN Z - 110 686 E
- 1967 – Johan en Margreetje / 'Jan Willem Janszoon Berkermaat  - 7"-single - PHILIPS - JF 333 862
- 1968 – De poort / Geachte kerk  - 7"-single - RELAX - 45 098
- 1971 – Brussel / Twee olijke vrolijke jagers  - 7"-single - IMPERIAL - 5C 006 24410
- 1971 – Hallo, Koning Onbenul / Tango van Addis Abeba  - 7"-single - IMPERIAL - 5C 006 24433
- 1974 – Ik zou weleens willen weten / Als je overmorgen oud bent  - 7"-single - CBS - 2812
- 1974 – Ik zou weleens willen weten / De vogels  - 7"-single - ELF PROVINCIËN - ELF 69 28
- 1975 – Het land van de toekomst / Beatrice  - 7"-single - CBS - 3828
- 1975 – Verhaaltjes en liedjes gezegd, gezongen en gespeeld door Jules de Corte ter gelegenheid van het afscheid van S. Bouma op 5 februari 1975: Leven is een spel – Een naam / We weten niet waar we zoeken moeten – Problemen - Gregor  - 7"-ep - WOLTERS NOORDHOFF - RCS 334
- 1981 – Goederenlied (Drs P.) / Geluk is niet transportabel  - 7"-single - FURNESS - VR 10611
- 1981 – Keep on going (Drs P.) / Transportations's limitations  - 7"-single - FURNESS - VR 10612
- 1981 – Telefooncirkellied / Leugens  - 7"-single - RODE KRUIS - VR 10613
- 1983 – Liedjes van Jules de Corte : De algemeen voorzitter van de KNVTO ir. J.M. Ossewaarde wenst u met medewerking van Jules de Corte een voorspoedig 1983 – Het Wiel / De Voerman – De Taxichauffeur  - 7"-ep - KNVTO - SHOL 3346 -
- 1983 – Vredeslied (Orkest de Volharding) / Vredeslied (Jules de Corte, Nellie Frijda & Wim van de Meeberg)   - 7"-single - VARAgram - ZT 196 -

### Albums
- 1955 – Levensliedjes. Volume I  - 10"-lp - RCA - 130 104
- 1956 – Levensliedjes. Volume II  - 10"-lp - RCA - 130 151
- 1957 – Jules de Corte speelt en bezingt ...  - 10"-lp - CID - 130 180
- 1958 – Voor u als individu  - 10"-lp - PHILIPS - P 13085 R
- 1962 – De Corte kinderliedjes  - 10"-lp - DECCA - LQ 60420
- 1962 – Liedjes die eigenlijk niet mogen  - 10"-lp - PHILIPS - P 600 353 R
- 1963 – Ik zou wel eens willen weten  - 12"-lp - DURECO - 51 001
- 1963 – Prettige feestdagen (10 tracks)  - 10"-lp - PHILIPS - P 600 712 R
- 1963 – Prettige feestdagen (18 tracks)  - 12"-lp - PHILIPS - P 08089 L
- 1963 – Liedjes rond de kerst  - 10"-lp - PHILIPS - P 600 714 R (PR op hoes)
- 1964 – De enkeling  - 12"-lp - DURECO - 51 025
- 1966 – Liedjes die eigenlijk best mogen  - 12"-lp - PHILIPS - 625 824 QL
- 1966 – De Corte kinderliedjes (+4)  - 12"-lp - DECCA - 625 361 QL
- 1969 – Jules de Corte  - 12"-lp - IMPERIAL - 5C 054 24158
- 1970 – Ik zou wel eens willen weten  - 12"-lp - ELF PROVINCIËN - ELF 75 28 G
- 1971 – Voor wie luisteren wil  - 12"-lp - IMPERIAL - 5C 054 24345
- 1971 – Twaalf veelgevraagde liedjes van Jules de Corte  - MC - PHILIPS - 7174 035
- 1974 – Met vriendelijke groeten, Jules de Corte  - 12"-lp - IMPERIAL - 5C 050 24973
- 1974 – Ik zou wel eens willen weten  - 2 12"-lp's - ELF PROVINCIËN - ELF 46 01/02 (= Dureco 51 001 - 51 025)
- 1974 – Miniaturen  - 12"-lp - CBS - 65980
- 1976 – Bij leven en welzijn  - 12"-lp - EMI - 5C 064 25463
- 1977 – Cabaret – Vandaag gisteren morgen 17 - Jules De Corte  - 12"-lp - PHILIPS - 9286 803
- 1981 – Ik zou wel eens willen weten  - 12"-lp - DURECO - 55 041 (= Dureco 51 001)
- 1985 – Lieder ohne Worte van Jules de Corte - Prix Amical 1945-1985  - 12"-lp - MIRASOUND MUSICA - KS 20 7067
- 1985 – Profeet in eigen land  - 3 MC's - KRO CABARET - -
- 1990 – Ingelijst  - cd - RED BULLET - RB 66 30
- 1990 – Ik zou wel eens willen weten (-7)  - cd - DURECO - 115 194 2
- 1990 – Het beste van Jules de Corte'  - cd - MUSIC FOR PLEASURE - 7 94943 2
- 1996 – Voor de lui daar tussen in (Zijn 30 mooiste liedjes)  - cd - MERCURY - 528 763 2
- 1996 – Jules de Corte 1924-1996 (Incl. 12 nummers door Frits Lambrechts, 3 door Louis van Dijk en 2 door Gerard Cox)  - cd - COLUMBIA - 484 019 2
- 2005 – Over the rainbow  - cd - MUNICH - BMCD 471
- 2008 – Hollands glorie  - cd - CNR MUSIC - 22 225462
- 2011 – Ons Nederlandje – Onbekende luisterliedjes – Nostalgisch en actueel  - 2 cd's - FONOS - 8718481479995

### NPO Radio 2 Top 2000
| Nummer met noteringen in de NPO Radio 2 Top 2000 | '99  | '00  | '01  | '02  | '03  |
| ------------------------------------------------ | ---- | ---- | ---- | ---- | ---- |
| Ik zou weleens willen weten                      | 1164 | 1558 | 1844 | 1898 | 1335 |

1. ↑  Een vetgedrukt getal geeft de hoogste notering aan.
2. ↑  Deze tabel is bijgewerkt tot en met de laatste editie (2024).

## Dvd
- 2006 - Ik zou weleens willen weten (liedjes en interviewfragmenten 1957-1996, Jules de Corte en collega's)